# Limnophila multigeminata
Limnophila multigeminata är en tvåvingeart som beskrevs av Alexander 1936. Limnophila multigeminata ingår i släktet Limnophila och familjen småharkrankar. Inga underarter finns listade i Catalogue of Life.